# William Rufus Shafter
Pour les articles homonymes, voir Shafter.
William Rufus Shafter est un major général américain né le 16 octobre 1835 et mort le 12 novembre 1906. Il a participé à la guerre de Sécession comme officier dans l'armée de l'Union, il a reçu la Medal of Honor pour sa participation à la bataille de Fair Oaks et Darbytown Road. Il a participé à la guerre hispano-américaine en tant que major général. Le Fort Shafter, à Hawaï et la localité de Shafter, en Californie, portent son nom. Son surnom était « Pecos Bill ».

## Biographie
Shafter est né à Galesburg (Michigan) le 16 octobre 1835.

### Guerre de sécession
Shafter a servi comme premier lieutenant, lors de la guerre de Sécession dans 7e division de volontaires du Michigan. Il a participé à la bataille de Ball's Bluff et la bataille de Fair Oaks et Darbytown Road. À Fair Oaks, il a participé à une charge le premier jour de la bataille et a été blessé le jour même à la fin des combats, mais afin de rester avec son régiment, il a dissimulé ses blessures et a combattu le deuxième jour de la bataille. Le 22 août 1862, Shafter est promu major dans le 19e régiment d'infanterie des volontaires du Michigan. Shafter a été capturé durant la bataille de la gare de Thompson et a passé trois mois dans une prison confédérée. En avril 1864 après sa libération, Shafter est nommé colonel dans le 17e régiment de la United States Colored Troops et a conduit le régiment à la bataille de Nashville.
À la fin de la guerre, il est promu au grade de général de brigade des volontaires. Il est resté dans l'armée régulière après la fin de la guerre. Shafter a participé ensuite aux guerres indiennes, où il a reçu son surnom de « Pecos Bill ». Il a dirigé le 24e régiment d'infanterie, avec la United States Colored Troops, dans les campagnes contre les Cheyennes, les Comanches, les Kiowas et les Kickapous au Texas. Quand Shafter commandait Fort Davis, il a été impliqué dans la controversée cour martiale du lieutenant Henry Ossian Flipper, le premier cadet noir à avoir obtenu son diplôme de West Point. En mai 1897, il a été nommé général de brigade.

### Guerre hispano-américaine
Juste avant le déclenchement de la guerre hispano-américaine, Shafter était commandant du Département de Californie. Shafter fut un candidat improbable pour commander l'expédition à Cuba. Shafter était âgé de 63 ans, il pesait plus de 300 livres et souffrait de la goutte. Néanmoins, il a été promu major-général des volontaires et a commandé le 5e corps d'armée, à Tampa, en Floride.
Shafter débarqua avec le 5e corps d'armée, à Daiquiri situé sur la côte sud de Cuba. 
Pendant le débarquement, Shafter fut envoyé en avant sa division de cavalerie, sous les ordres de Joseph Wheeler afin de reconnaître la route de Santiago de Cuba. Wheeler rencontra de la résistance, les combats dégénèrent en la bataille de Las Guasimas. Durant la bataille, Shafter n'a pas reçu de compte rendu de la bataille.
Un plan a été finalement mis au point pour l'attaque de Santiago. Shafter envoya sa première division d'infanterie attaquer El Caney, tandis que sa seconde division d'infanterie et sa seconde division de cavalerie devaient attaquer au sud, sur les hauteurs d'El Caney, plus connu sous le nom de bataille de San Juan. À l'origine, Shafter avait prévu de mener ses troupes à partir de l'avant, mais Shafter a beaucoup souffert de la chaleur tropicale et a été confiné à son siège loin à l'arrière et hors de vue des combats. Impossible d'avoir la main lors de la première bataille, il n'a jamais développé une chaîne cohérente de commandement. Le plan de bataille de Shafter était à la fois simpliste et extrêmement vague. Shafter semblait ignorer la technologie moderne des armes militaires possédées par les Espagnols. Lors de l'attaque précipitée sur El Caney et San Juan, les forces américaines, qui avaient encombré les routes disponibles, subirent de lourdes pertes par les troupes espagnoles, équipées de fusils à répétition et pour l'artillerie, le chargement par la culasse, tandis que la courte portée des canons à poudre noire des unités d'artillerie américains étaient incapables de réagir efficacement. Mais malgré le manque de coordination, et après avoir subi la perte de 1 400 soldats, les troupes américaines ont pris d'assaut et occupé avec succès à la fois El Caney et San Juan.
La tâche suivante pour Shafter était l'investissement et le siège de la ville de Santiago et sa garnison. Mais après de lourdes pertes, Shafter a commencé à fléchir dans sa détermination à vaincre les Espagnols à Santiago. La position de ses troupes était ténue, mais l'approvisionnement ne pouvait pas être livré à l'avant, et laissait les hommes sans rations alimentaires. Shafter était lui-même malade et très faible. Au vu de ces événements, Shafter envoya un message dramatique à Washington. Il a suggéré que l'armée renonce à son attaque et à tous ses gains, et se retire sur un terrain plus sûr à cinq miles de là. Heureusement, au moment où ce message a atteint Washington, la victoire de la marine américaine lors de la bataille de Santiago de Cuba, le sort de la position espagnole à Santiago a été scellé. Peu de temps après, le commandant espagnol de la ville se rendit.
Comme la maladie sévissait dans l'armée américaine à Cuba, Shafter et plusieurs de ses officiers ont commandé un retrait rapide de Cuba. Shafter a personnellement quitté Cuba en septembre 1898.
Shafter est retourné à commander le district de la Californie, et il a supervisé la fourniture de matériel pour l'expédition aux Philippines par le major général Wesley Merritt.
Shafter pris sa retraite en 1901 et retourné à l'agriculture. Il est décédé en 1906 et est enterré au cimetière national de San Francisco.

## Dans la culture populaire
Shafter est aussi réputé pour avoir le plus grand nombre de Bacon connu dans le jeu Six Degrees of Kevin Bacon : son nombre de Bacon est 10.